# Judith Resnik
Judith Arlene Resnik (5. april 1949 – 28. januar 1986) var en amerikansk astronaut, der døde i ulykken med rumfærgen Challenger.